# Fàbrica Fontdevila i Torres (Mataró)
La Fàbrica Fontdevila i Torres és un edifici de Mataró catalogat com a bé cultural d'interès local.

## Descripció
Fàbrica de planta baixa i dos pisos amb estructura de pilars de fosa i sostres de voltes de maó de pla atirantades, amb jàsseres metàl·liques. La coberta, a dues aigües i amb el carenera paral·lel al carrer, descansa sobre encavallades de pi de melis. L'accés al recinte s'efectua a través dels patis situats al extrems de l'edifici i connectats al carrer per dues portalades. A l'interior del pati trobem una construcció aïllada de planta baixa i golfes on s'ubiquen els despatxos, amb mobiliari de l'època. La façana, arrebossada, presenta unes senzilles cornises de maó vist a nivell de cada pis i una de més treballada que remata la coberta. L'ornamentació però, és relegada quasi exclusivament a les portalades d'obra vista situades als extrems de la construcció.

## Història
Fou construïda a finals del segle xix per la societat Julià i Majó, que hi fabricava gèneres de punt. Popularment era coneguda com a Ca la Boja, però no s'ha pogut trobar cap explicació per aquest nom, la qual cosa ens fa suposar que podria tractar-se de Ca la Boixa, relatiu a la fusta de boix.
Actualment l'edifici està subdividit i llogat a diverses empreses.